# Henning Holst
Henning Holst (Kopenhagen, 25. listopada 1891. —  Helleruplund, Gentofte, 20. ožujka 1975.) je bivši danski hokejaš na travi.
Osvojio je srebrno odličje na hokejaškom turniru na Olimpijskim igrama 1920. u Antwerpenu (Anversu) igrajući za Dansku. 
Sudjelovao je na još dvjema olimpijadama, 1928. u Amsterdamu i 1936. u Berlinu. Na svima je igrao za Dansku.
1928. je igrao na svim četirima utakmicama na mjestu veznog igrača i postigao je tri pogotka. Na ukupnoj ljestvici najboljih strijelaca je dijelio 6. – 8. mjesto. Danska je u ukupnom poretku dijelila 5. – 9. mjesto.
1936. je odigrao dva susreta. Danska je ispala u prvom krugu olimpijskog turnira. Ukupno je bila 10.

## Vanjske poveznice
- Profil na Sports Reference.com  Arhivirana inačica izvorne stranice od 19. svibnja 2011. (Wayback Machine)